# Artiotonus
Artiotonus is een geslacht van rechtvleugeligen uit de familie sabelsprinkhanen (Tettigoniidae). De wetenschappelijke naam van dit geslacht is voor het eerst geldig gepubliceerd in 2011 door Montealegre-Z., Morris, Sarria-S. & Mason.

## Soorten
Het geslacht Artiotonus omvat de volgende soorten:
- Artiotonus artius Montealegre-Z., Morris, Sarria-S. & Mason, 2011
- Artiotonus captivus Montealegre-Z., Morris, Sarria-S. & Mason, 2011
- Artiotonus tinae Montealegre-Z., Morris, Sarria-S. & Mason, 2011